# Luke Hyam
Pour les articles homonymes, voir Hyam (homonymie).
Luke Thomas Hyam (né le 24 octobre 1991 à Ipswich, en Angleterre) est un footballeur anglais. Il joue au poste de milieu de terrain pour le club de Southend United.

## Carrière
Il rejoint Ipswich Town en août 2010.
Le 26 novembre 2015, il est prêté à Rotherham United.
Le 2 juillet 2018, il rejoint Southend United.